# Rhön-Grabfeld
Rhön-Grabfeld là một huyện ở bang Bayern, Đức. Huyện này giáp các huyện (từ phía đông nam theo chiều kim đồng hồ): Hassberge, Schweinfurt và Bad Kissingen, và bang Hesse (huyện Fulda) và bang Thuringia (các huyện Schmalkalden-Meiningen và Hildburghausen).
Huyện Rhön-Grabfeld đã được lập năm 1972, khi các huyện cũ Bad Neustadt, Königshofen và Mellrichstadt được sáp nhập.

## Thị xã và đô thị
| Thị xã                                                                                                  | Đô thị | |
| --- | --- | --- |
| 1. Bad Königshofen 2. Bad Neustadt 3. Bischofsheim an der Rhön 4. Fladungen 5. Mellrichstadt 6. Ostheim | 1. Aubstadt 2. Bastheim 3. Burglauer 4. Großbardorf 5. Großeibstadt 6. Hausen 7. Hendungen 8. Herbstadt 9. Heustreu 10. Höchheim 11. Hohenroth 12. Hollstadt 13. Niederlauer 14. Nordheim vor der Rhön 15. Oberelsbach | 1. Oberstreu 2. Rödelmaier 3. Saal an der Saale 4. Salz 5. Sandberg 6. Schönau an der Brend 7. Sondheim 8. Stockheim 9. Strahlungen 10. Sulzdorf 11. Sulzfeld 12. Trappstadt 13. Unsleben 14. Willmars 15. Wollbach 16. Wülfershausen |